# Adam de Craponne

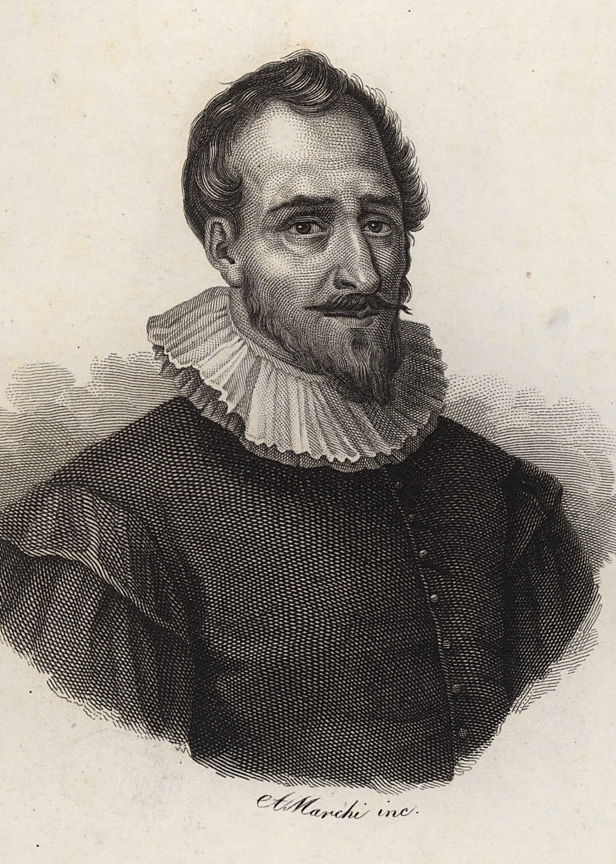
Adam de Craponne

Adam de Craponne (* 1526 in Salon-de-Provence; † 1576 in Nantes) war ein französischer Ingenieur.

## Leben
Zwischen 1554 und 1559 baute Adam de Craponne den Canal de Craponne, der daher seinen Namen trägt. Dieser dient der Bewässerung der Landschaft Crau bei Arles. Dazu nutzt er das Wasser der Durance. Zunächst, von 1554 bis 1556, baute er nur einen kleineren Kanal, den er in den folgenden drei Jahren auf seine geplante Größe ausbaute. Zwar konnte er seine Arbeit planmäßig beenden, allerdings nur mithilfe von Nostradamus, der ihn finanziell unterstützte. Die Umsetzung seines Plans, die Sümpfe rund um Arles und Tarascon trockenzulegen, scheiterte jedoch. Sein Tod im Jahr 1576 ist rätselhaft: Scheinbar wurde er von konkurrierenden Ingenieuren vergiftet, während er einen Kanal für Heinrich III. bauen sollte.